# Saint-Barthélemy-le-Meil
Pour les articles homonymes, voir Saint-Barthélemy.
Saint-Barthélemy-le-Meil est une commune française, située dans le département de l'Ardèche en région Auvergne-Rhône-Alpes.

## Géographie

### Situation

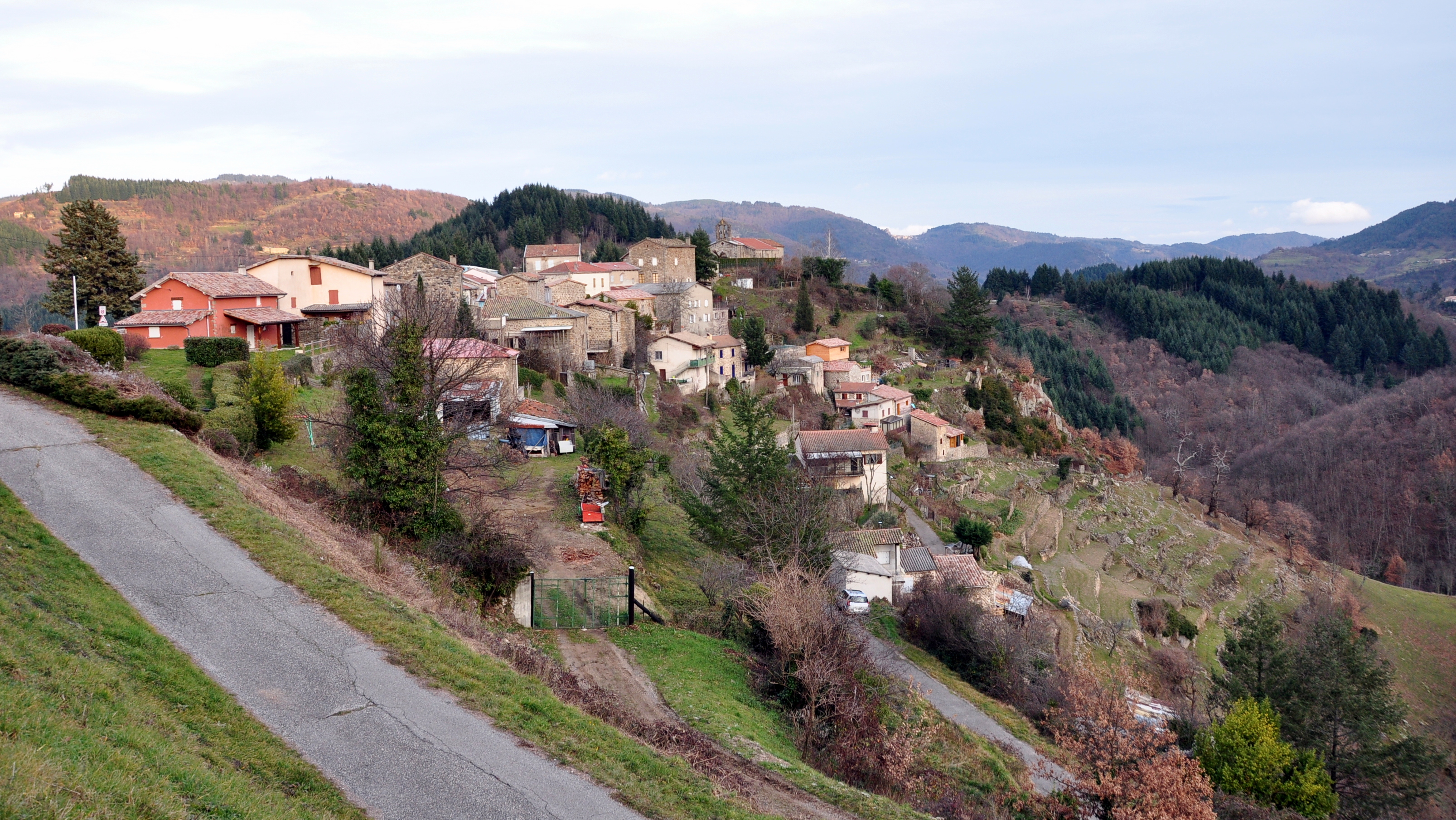
Le village depuis le chemin de Luneyre.

Saint-Barthélemy-le-Meil est une petite commune à l'aspect essentiellement rural située au centre du département de l'Ardèche.
Elle se trouve dans l'aire d'attraction du Cheylard et de son bassin de vie, ainsi que dans la zone d'emploi des Sources de la Loire.

### Communes limitrophes
Les communes limitrophes sont  Beauvène, Belsentes, Saint-Christol et Saint-Michel-d'Aurance.
| Saint-Michel-d'Aurance | Belsentes (anciennement Nonières) | Belsentes (anciennement Saint-Julien-Labrousse) |
|                        | Saint-Barthélemy-le-Meil          |                                                 |
| Saint-Christol         |                                   | Beauvène                                        |

### Géologie et relief
La superficie de la commune est de 7,35 km2 ; son altitude varie de 340  à   800 mètres.

### Hydrographie

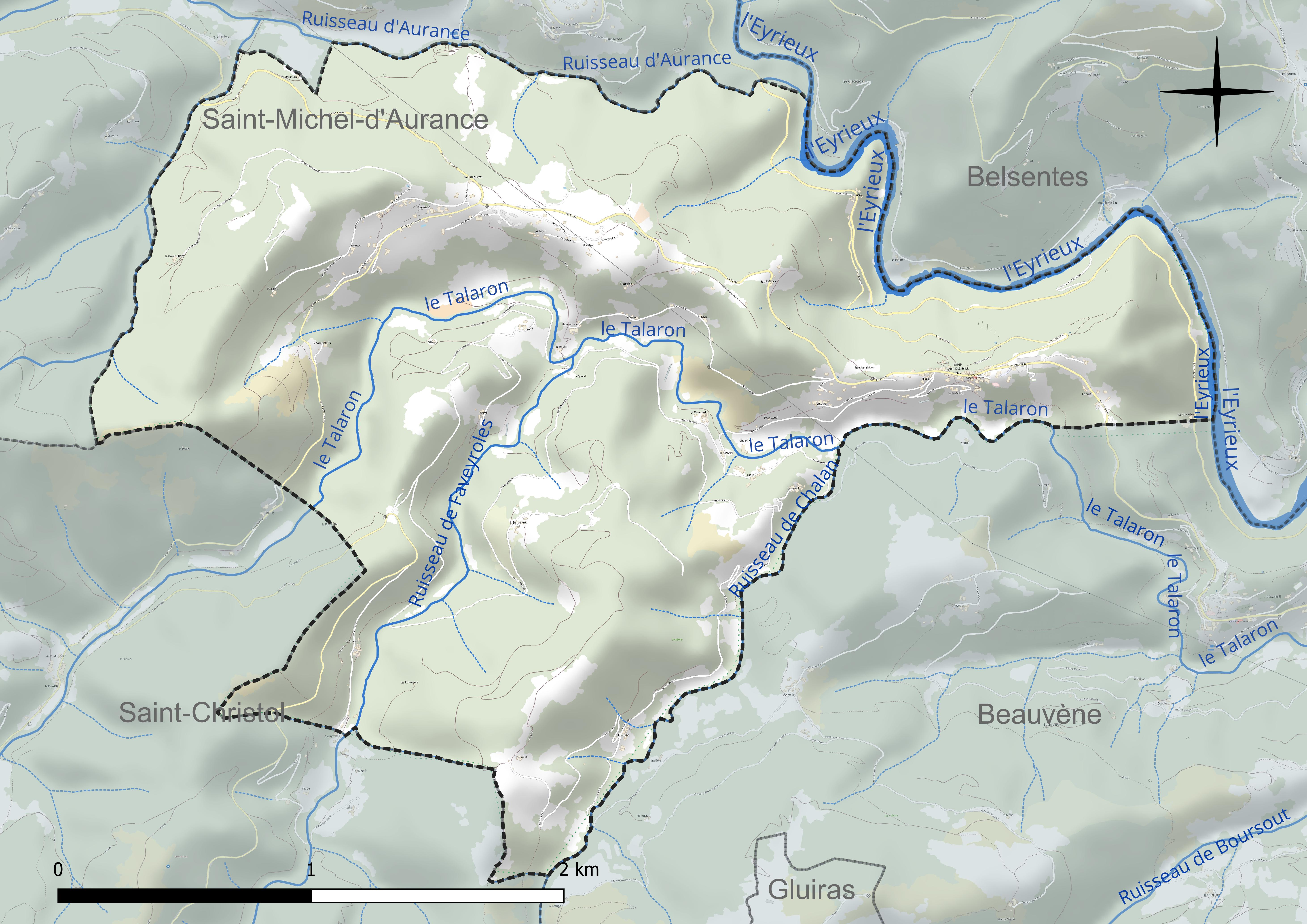
Carte hydrographique de la commune.

La partie septentrionale du territoire de la commune est bordée par l'Eyrieux, rivière de 83,5 km de longueur qui rejoint la rive droite du Rhône au niveau de la commune de La Voulte-sur-Rhône.

### Climat
Pour des articles plus généraux, voir Climat d'Auvergne-Rhône-Alpes et Climat de l'Ardèche.
En 2010, le climat de la commune est de type climat méditerranéen altéré, selon une étude du CNRS s'appuyant sur une série de données couvrant la période 1971-2000. En 2020, Météo-France publie une typologie des climats de la France métropolitaine dans laquelle la commune est exposée à un climat de montagne ou de marges de montagne et est dans une zone de transition entre les régions climatiques « Moyenne vallée du Rhône » et « Sud-est du Massif Central ».
Pour la période 1971-2000, la température annuelle moyenne est de 11 °C, avec une amplitude thermique annuelle de 17 °C. Le cumul annuel moyen de précipitations est de 961 mm, avec 8,1 jours de précipitations en janvier et 5,5 jours en juillet. Pour la période 1991-2020, la température moyenne annuelle observée sur la station météorologique de Météo-France la plus proche, « Gluiras Rad », sur la commune de Gluiras à 5 km à vol d'oiseau, est de 11,2 °C et le cumul annuel moyen de précipitations est de 1 201,5 mm,. Pour l'avenir, les paramètres climatiques de la commune estimés pour 2050 selon différents scénarios d'émission de gaz à effet de serre sont consultables sur un site dédié publié par Météo-France en novembre 2022.

## Urbanisme

### Typologie
Au 1er janvier 2024, Saint-Barthélemy-le-Meil est catégorisée commune rurale à habitat très dispersé, selon la nouvelle grille communale de densité à 7 niveaux définie par l'Insee en 2022.
Elle est située hors unité urbaine. Par ailleurs la commune fait partie de l'aire d'attraction du Cheylard, dont elle est une commune de la couronne,. Cette aire, qui regroupe 20 communes, est catégorisée dans les aires de moins de 50 000 habitants,.

### Occupation des sols

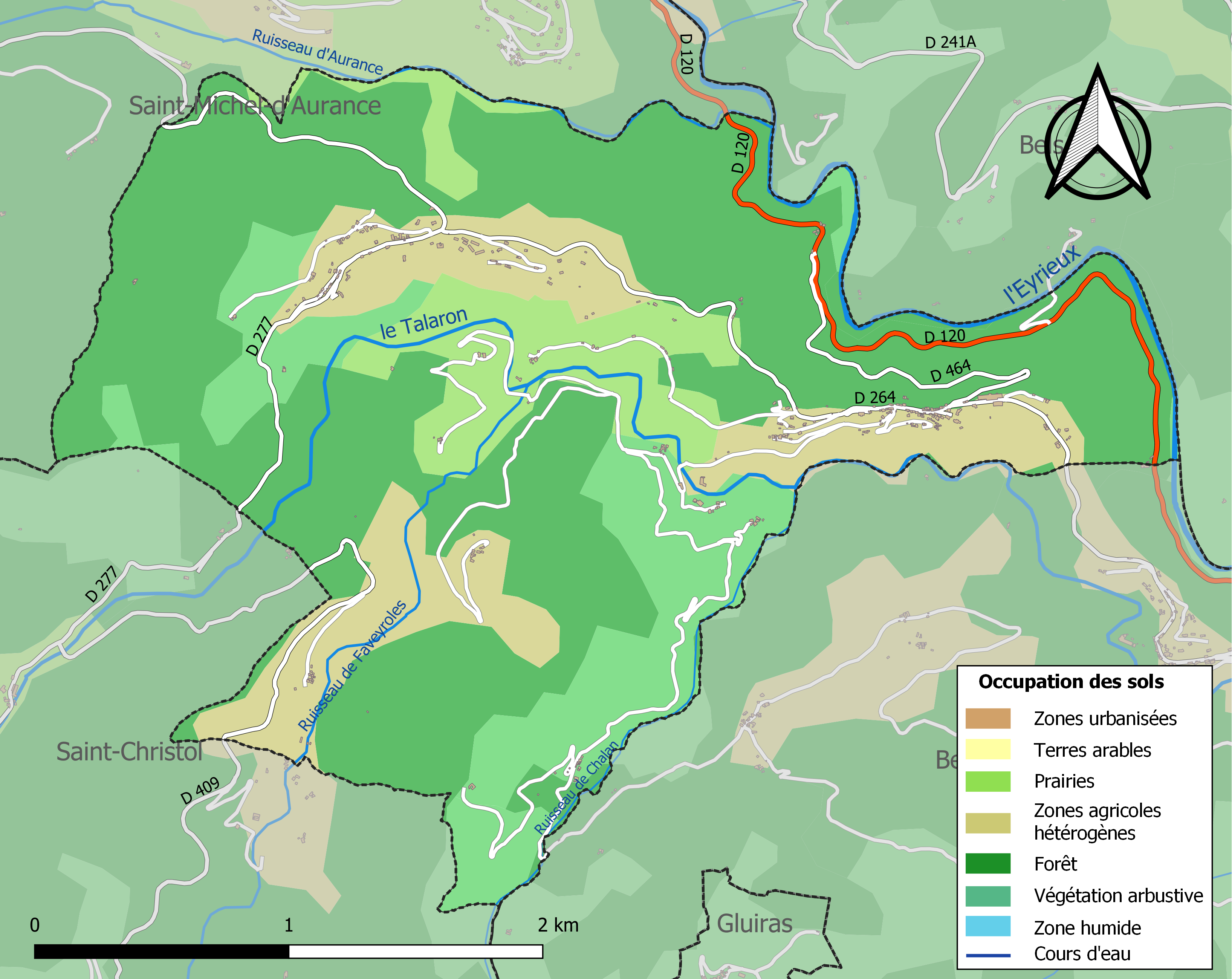
Carte des infrastructures et de l'occupation des sols de la commune en 2018 (CLC).

L'occupation des sols de la commune, telle qu'elle ressort de la base de données européenne d’occupation biophysique des sols Corine Land Cover (CLC), est marquée par l'importance des forêts et milieux semi-naturels (72,7 % en 2018), une proportion identique à celle de 1990 (72,7 %).
La répartition détaillée en 2018 est la suivante : forêts (57,4 %), zones agricoles hétérogènes (17,4 %), milieux à végétation arbustive et/ou herbacée (15,3 %), prairies (9,9 %).
L'évolution de l’occupation des sols de la commune et de ses infrastructures peut être observée sur les différentes représentations cartographiques du territoire : la carte de Cassini (XVIIIe siècle), la carte d'état-major (1820-1866) et les cartes ou photos aériennes de l'IGN pour la période actuelle (1950 à aujourd'hui).

### Habitat et logement
En 2021, le nombre total de logements dans la commune était de 210, alors qu'il était de 224 en 2016 et de 198 en 2011.
Parmi ces logements, 49,8 % étaient des résidences principales, 46,4 % des résidences secondaires et 3,9 % des logements vacants. Ces logements étaient pour 95,2 % d'entre eux des maisons individuelles et pour 3,9 % des appartements.
Le tableau ci-dessous présente la typologie des logements à Saint-Barthélemy-le-Meil en 2021 en comparaison avec celle de l'Ardèche et de la France entière. Une caractéristique marquante du parc de logements est ainsi une proportion de résidences secondaires et logements occasionnels (46,4 %) supérieure à celle du département (17,7 %) et à celle de la France entière (9,7 %).
| Typologie                                               | Saint-Barthélemy-le-Meil | Ardèche | France entière |
| ------------------------------------------------------- | ------------------------ | ------- | -------------- |
| Résidences principales (en %)                           | 49,8                     | 72,7    | 82,2           |
| Résidences secondaires et logements occasionnels (en %) | 46,4                     | 17,7    | 9,7            |
| Logements vacants (en %)                                | 3,9                      | 9,6     | 8,1            |

### Voies de communication
La route départementale 120 (RD120) longe le cours de l'Eyrieux.

### Risques naturels et technologiques
L'ensemble du territoire de la commune de Saint-Barthélemy-le-Meil est situé en zone de sismicité no 2 (sur une échelle de 5), comme la plupart des communes situées sur le plateau et la montagne ardéchoise.
| Type de zone | Niveau           | Définitions (bâtiment à risque normal) |
| ------------ | ---------------- | -------------------------------------- |
| Zone 2       | Sismicité faible | accélération = 1,1 m/s2                |

## Politique et administration

### Rattachements administratifs et électoraux

#### Rattachements administratifs
La commune se trouve dans l'arrondissement de Tournon-sur-Rhône du département de l'Ardèche.
Elle faisait partie depuis 1793 du canton du Cheylard. Dans le cadre du redécoupage cantonal de 2014 en France, cette circonscription administrative territoriale a disparu, et le canton n'est plus qu'une circonscription électorale.

#### Rattachements électoraux
Pour les élections départementales, la commune fait partie depuis 2014 du canton de Haut-Eyrieux.
Pour l'élection des députés, elle fait partie de la première circonscription de l'Ardèche.

### Intercommunalité
Saint-Barthélemy-le-Meil était membre de la communauté de communes du Pays du Cheylard, un établissement public de coopération intercommunale (EPCI) à fiscalité propre créé fin 2002 et auquel la commune avait transféré un certain nombre de ses compétences, dans les conditions déterminées par le code général des collectivités territoriales.
Conformément aux prescriptions de la loi de réforme des collectivités territoriales du 16 décembre 2010, qui a prévu le renforcement et la simplification des intercommunalités et la constitution de structures intercommunales de grande taille, celle-ci a fusionné avec ses voisines pour former, le 1er janvier 2014, la communauté de communes Val'Eyrieux, dont est désormais membre la commune.

### Liste des maires
| Période                                  | Période                   | Identité      | Étiquette | Qualité                                 |
| ---------------------------------------- | ------------------------- | ------------- | --------- | --------------------------------------- |
| Les données manquantes sont à compléter. |                           |               |           |                                         |
|                                          |                           |               |           |                                         |
| 2001                                     | 2008                      | Henri Petrel  |           | Major de police                         |
| mars 2008                                | octobre 2022              | René Julien   |           | Cadre technique retraité Démissionnaire |
| décembre 2022                            | En cours (au 24 mai 2023) | Céline Sausse | SE        | Employée administrative d'entreprise    |

## Équipements et services publics

### Enseignement
La commune est rattachée à l'académie de Grenoble.

### Équipements sportifs
La commune dispose d'une piscine découverte.

## Population et société
Les habitants sont appelés les Saint-Barthélémiens.

### Démographie
L'évolution du nombre d'habitants est connue à travers les recensements de la population effectués dans la commune depuis 1793. Pour les communes de moins de 10 000 habitants, une enquête de recensement portant sur toute la population est réalisée tous les cinq ans, les populations de référence des années intermédiaires étant quant à elles estimées par interpolation ou extrapolation. Pour la commune, le premier recensement exhaustif entrant dans le cadre du nouveau dispositif a été réalisé en 2004.

En 2022, la commune comptait 203 habitants, en évolution de +5,18 % par rapport à 2016 (Ardèche : +2,48 %, France hors Mayotte : +2,11 %).
| 1793 | 1800 | 1806 | 1821 | 1831 | 1836 | 1841 | 1846 | 1851 |
| ---- | ---- | ---- | ---- | ---- | ---- | ---- | ---- | ---- |
| 551  | 456  | 542  | 506  | 500  | 526  | 537  | 565  | 624  |

| 1856 | 1861 | 1866 | 1872 | 1876 | 1881 | 1886 | 1891 | 1896 |
| ---- | ---- | ---- | ---- | ---- | ---- | ---- | ---- | ---- |
| 647  | 634  | 650  | 690  | 630  | 645  | 709  | 758  | 742  |

| 1901 | 1906 | 1911 | 1921 | 1926 | 1931 | 1936 | 1946 | 1954 |
| ---- | ---- | ---- | ---- | ---- | ---- | ---- | ---- | ---- |
| 745  | 707  | 712  | 607  | 574  | 531  | 496  | 396  | 359  |

| 1962 | 1968 | 1975 | 1982 | 1990 | 1999 | 2004 | 2006 | 2009 |
| ---- | ---- | ---- | ---- | ---- | ---- | ---- | ---- | ---- |
| 317  | 285  | 239  | 229  | 223  | 222  | 213  | 211  | 211  |

| 2014 | 2019 | 2022 | - | - | - | - | - | - |
| ---- | ---- | ---- | - | - | - | - | - | - |
| 197  | 199  | 203  | - | - | - | - | - | - |

### Médias
Deux organes de presse écrite sont distribués dans la commune :
- L'Hebdo de l'Ardèche

Il s'agit d'un journal hebdomadaire français basé à Valence et diffusé à Privas depuis 1999. Il couvre l'actualité pour tout le département de l'Ardèche.
- Le Dauphiné libéré

Il s'agit d'un journal quotidien de la presse écrite française régionale distribué dans la plupart des départements de l'ancienne région Rhône-Alpes, notamment l'Ardèche. La commune est située dans la zone d'édition du Nord-Ardèche (Annonay - Le Cheylard).

## Culture et patrimoine

### Lieux et monuments
- L'église Saint-Barthélemy de Saint-Barthélemy-le-Meil.
- La statue de Notre Dame de Lourdes.

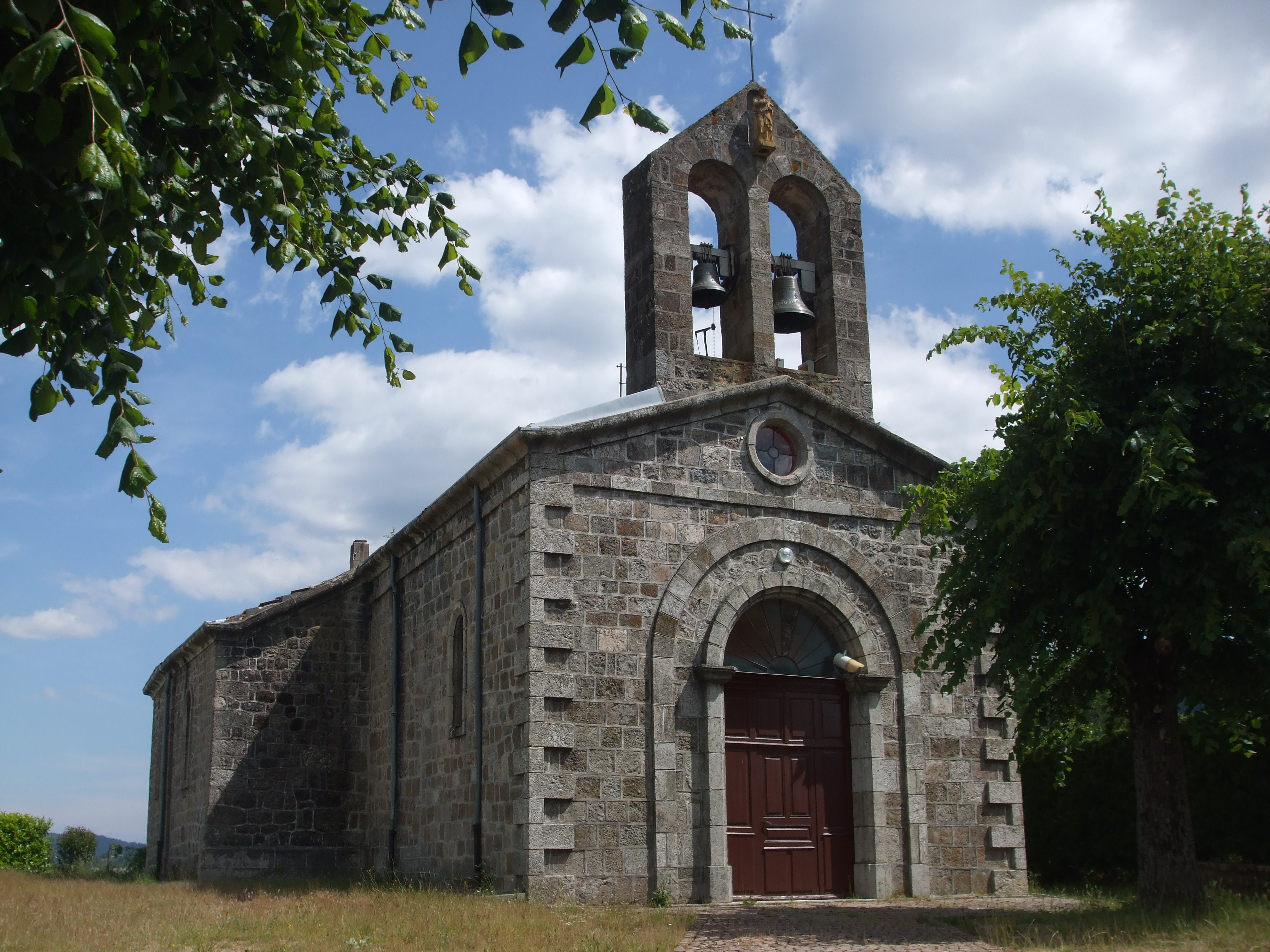
L'église Saint-Barthélemy...
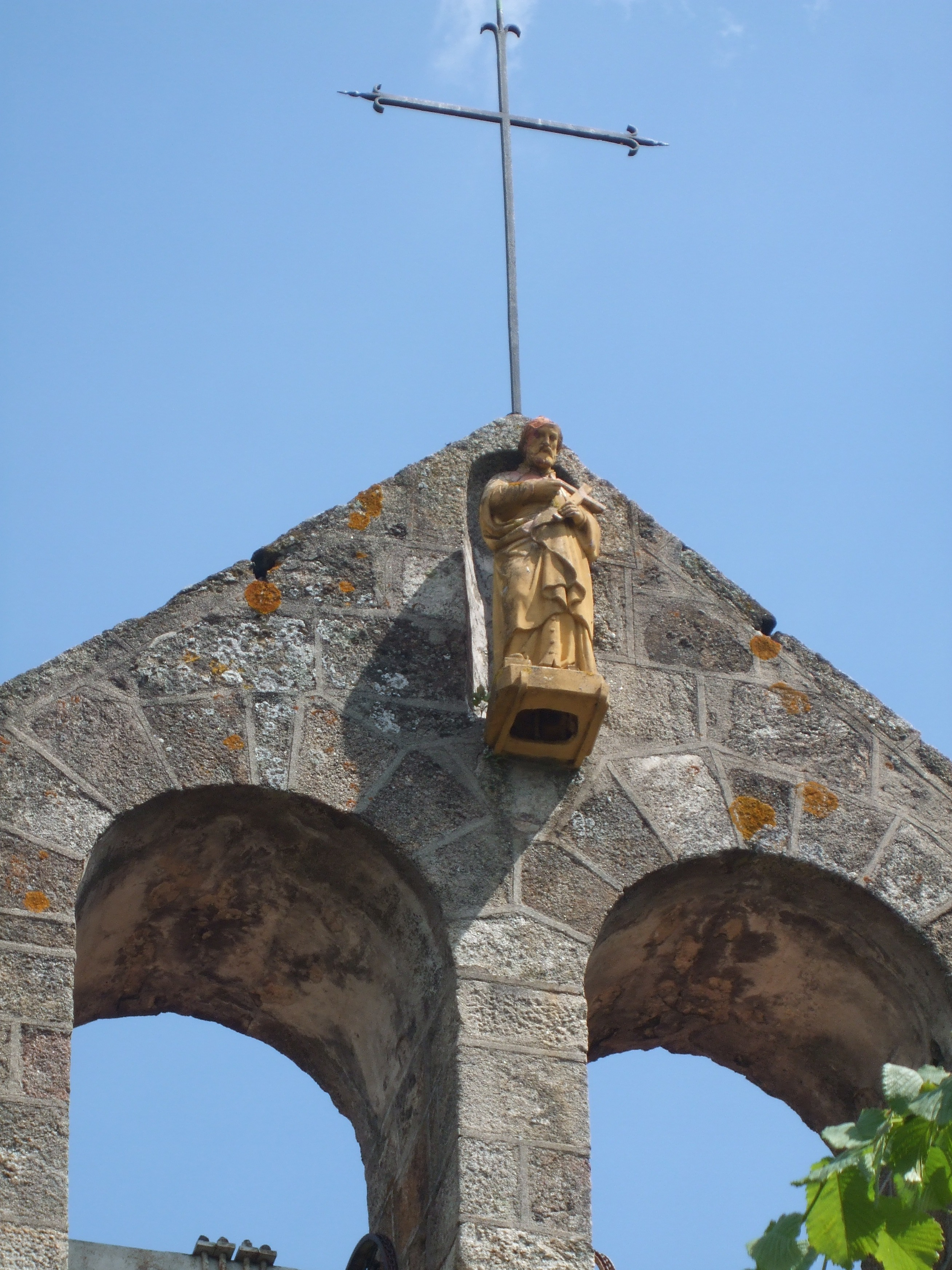
... et son clocher-mur orné d'une statue de Saint-Régis.
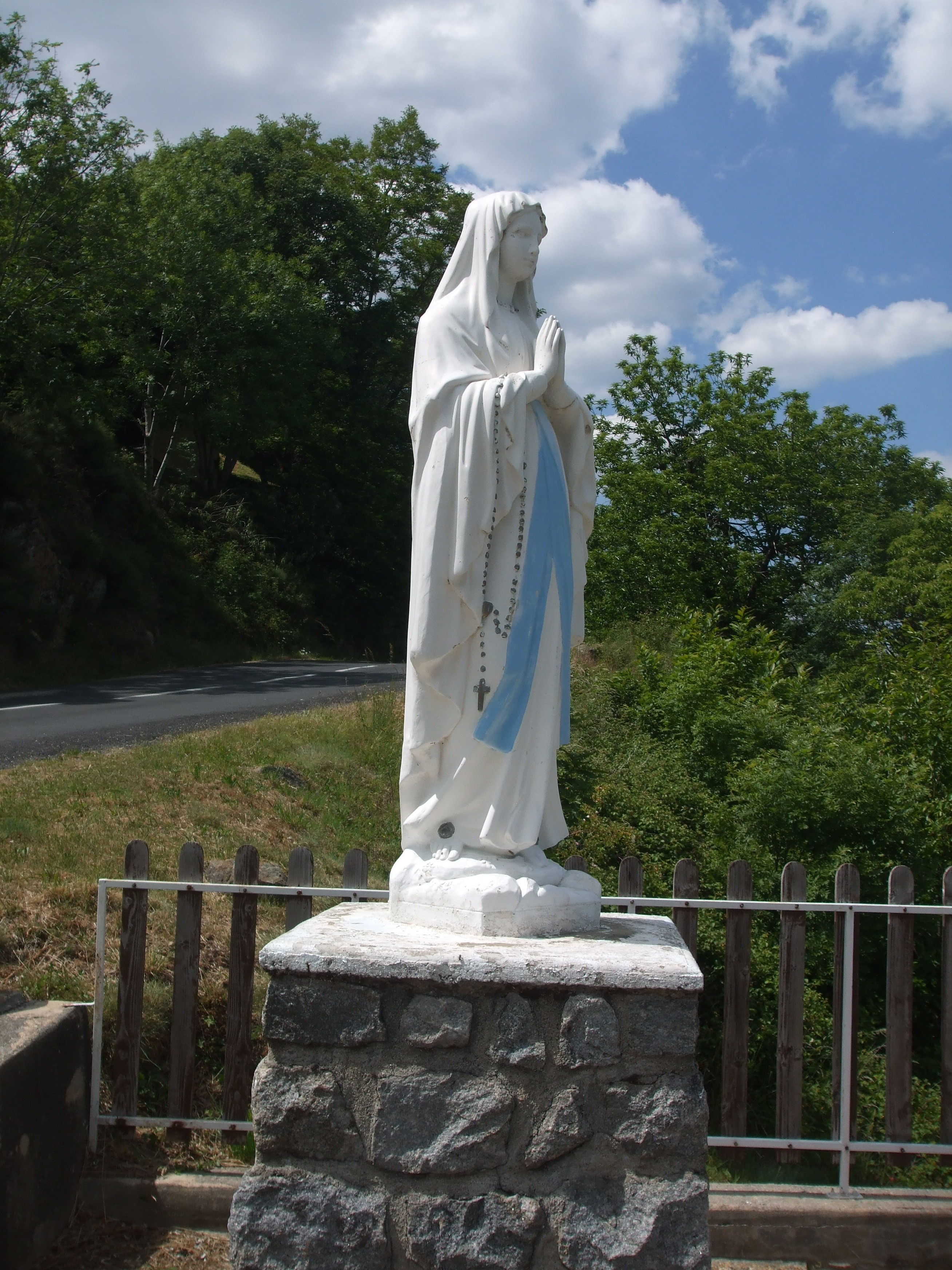
Statue de Notre Dame de Lourdes.

## Pour approfondir